# جون إس. مارتن جونيور
جون إس. مارتن جونيور (بالإنجليزية: John S. Martin Jr.)‏ هو قاضي ومحامي أمريكي، ولد في 1935 في بروكلين في الولايات المتحدة.